# Nichtnavigatorischer Ortungsfunkdienst über Satelliten

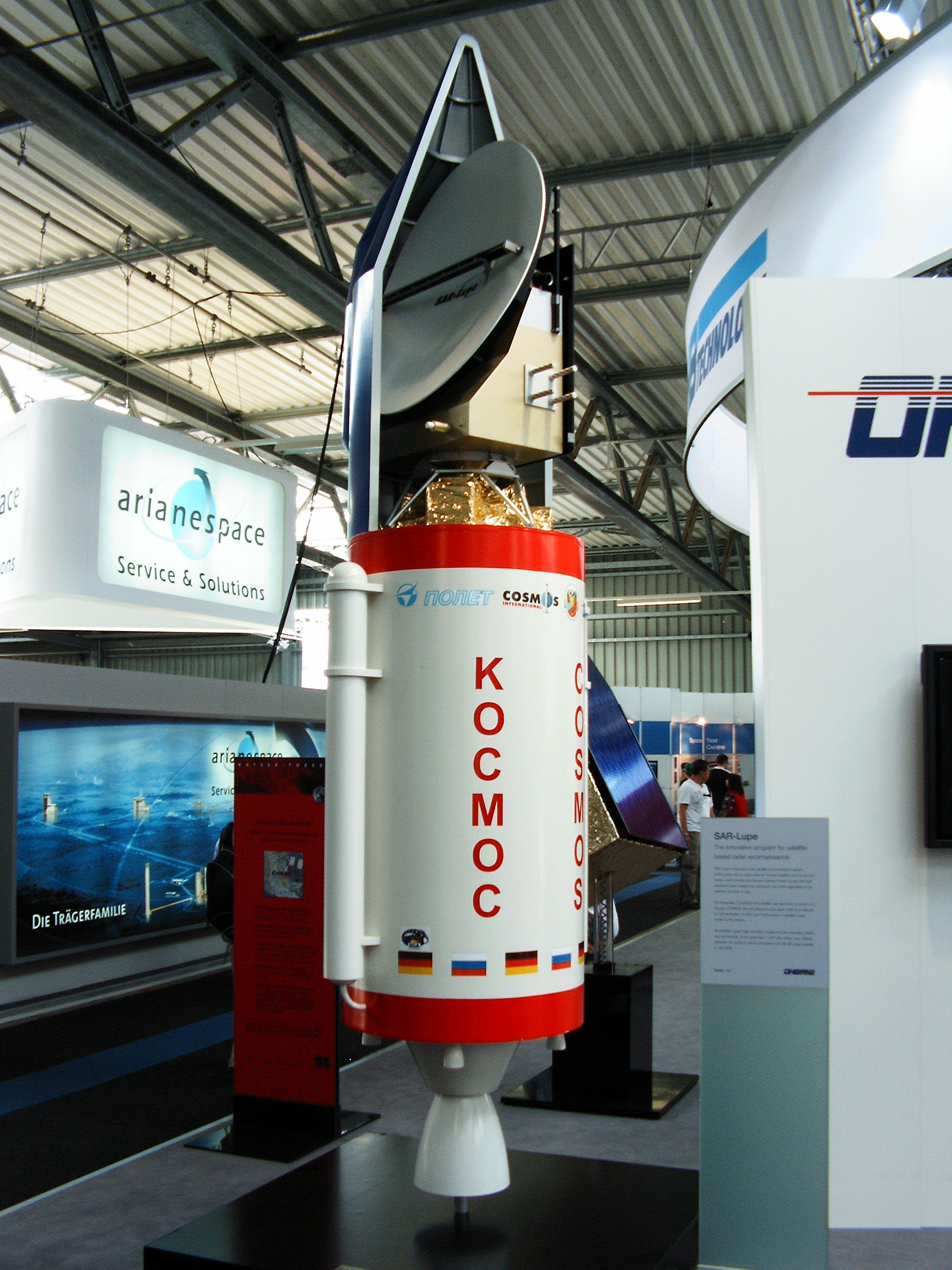
Weltraumfunkstelle des Systems SAR-Lupe

Der nichtnavigatorische Ortungsfunkdienst über Satelliten (englisch radiolocation-satellite service) ist ein Ortungsfunkdienst über Satelliten für Zwecke der nichtnavigatorischen Funkortung. Die an diesem Funkdienst beteiligten Funkstellen benutzen den Empfang von Funkwellen zur Bestimmung des Ortes eines Gegenstandes unter der Voraussetzung, dass dieser Funkwellen reflektiert oder aussendet.
Dem nichtnavigatorische Ortungsfunkdienst über Satelliten sind unter anderem militärisch genutzte Radarsensoren in Satelliten zuzuordnen.
Die VO Funk definiert diesen Funkdienst wie folgt:
- Ortungsfunkdienst (Artikel 1.40):
  - Nichtnavigatorischer Ortungsfunkdienst (Artikel 1.48)
    - Nichtnavigatorischer Ortungsfunkdienst über Satelliten (Artikel 1.49)

Der nichtnavigatorische Ortungsfunkdienstes über Satelliten unterscheidet grundsätzlich folgende Arten von Funkstellen:
- Erdfunkstelle (ErdFuSt)
- Weltraumfunkstelle (WrFuSt)

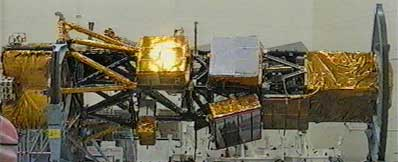
Radar-Satellit „Lacrosse“ (USA)
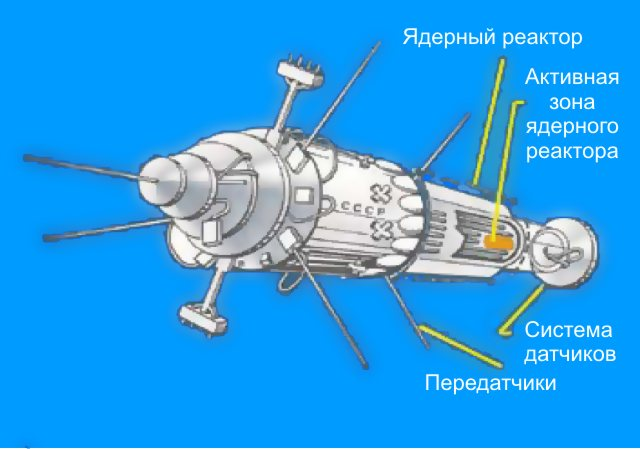
Radar-Satellit „ROSAR“ (Russische Föderation)

## Übersicht
| Name     | Land        | Sensorik                                            |
| -------- | ----------- | --------------------------------------------------- |
| Lacrosse | USA         | Radaraufklärung                                     |
| SAR-Lupe | Deutschland | Radaraufklärung                                     |
| IGS      | Japan       | Radaraufklärung (auch optoelektronische Aufklärung) |
| RORSAT   | Sowjetunion | Radaraufklärung                                     |

## Frequenzbereichszuweisung
Die Zuweisung der Frequenzbereiche erfolgt gemäß Artikel 5 der VO-Funk (Ausgabe 2012). Zum möglichst effizienten Einsatz von Funkfrequenzen wurden diese Zuweisungen in nationalen Frequenzbereichszuweisungsplänen in Zuständigkeit der jeweiligen Hoheitsträger oder Frequenzverwaltungen rechtsverbindlich verfügt. Die Zuweisung an Funkdienste kann primär, sekundär, exklusiv oder geschärt erfolgen. Das nachfolgende Beispiel zeigt die Zuweisung gemäß VO-Funk.
Beispiel Frequenzbereichszuweisung:
| Zuweisung and Funkdienste | | |
| Region 1 | Region 2 | Region 3 |
| 24,65–24,75 GHz - FESTER FUNKDIENST - FESTER FUNKDIENST ÜBER SATELLITEN (Richtung Erde-Weltraum) - INTERSATELLITENFUNKDIENST | 24,65–24,75 - INTERSATELLITENFUNKDIENST - NICHTNAVIGATORISCHER ORTUNKSFUNKDIENST ÜBER SATELLITEN (Richtung Erde-Weltraum) | 24,65–24,75 - FESTER FUNKDIENST - FESTER FUNKDIENST ÜBER SATELLITEN (Richtung Erde-Weltraum) - INTERSATELLITENFUNKDIENST - MOBILFUNKDIENST |